# Laricobius laticollis
Laricobius laticollis is een keversoort uit de familie tandhalskevers (Derodontidae). De wetenschappelijke naam van de soort is voor het eerst geldig gepubliceerd in 1916 door Fall.